# Монтейро, Матеус
Матеус Монтейро ду Насименто (порт. Matheus Monteiro do Nascimento; род. 1 марта 2000, Сан-Паулу) — бразильский футболист, атакующий полузащитник.

## Карьера

### Молодёжная карьера
Воспитанник футбольной академии клуба «Флуминенсе». Также выступал в юношеских и молодёжных командах таких клубов как «Боависта» и «Интернасьонал». С последним стал обладателем Кубка Сан-Паулу среди юниоров. В декабре 2020 года футболист на видео рассказал, что совершил изнасилование девушки на вечеринке и «Интернасьонал» сразу же расторг с игроком контракт.

### «Торпедо-БелАЗ»
В феврале 2021 года перешёл в белорусский клуб «Торпедо-БелАЗ». Дебютировал за клуб 19 марта 2021 года в Высшей Лиге в матче против мозырской «Славии». Также вышел в ответной встрече 6 апреля 2021 года Кубка Белоруссии против дзержинского «Арсенала» и по сумме двух матчей прошёл с клубом в полуфинал турнира. Дебютным голом отметился 1 мая 2021 года в матче против «Минска». В полуфинальной кубковой игре тоже вышел только в ответной встрече против борисовского БАТЭ, однако уже тут по сумме 2 матчей борисовчане оказались сильнее. С августа 2021 года перестал появляться в основном составе клуба. В марте 2022 года покинул клуб по обоюдному расторжению контракта.

### «Сан-Жозе»
В мае 2022 года стал игроком бразильского клуба «Сан-Жозе» из Серии С. Дебютировал за клуб 16 мая 2022 года в матче против клуба «Пайсанду», выйдя на замену на последней минуте. Свой первый гол за клуб забил 11 июня 2022 года в матче против «Флоресты». В клубе оставался игроком замены, лишь единожды появившись на поле в стартовом составе. Отличился за клуб лишь своим единственным забитым голом. По окончании сезона покинул клуб.

### «Аудакс Рио»
В декабре 2022 года футболист перешёл в клуб «Аудакс Рио». Дебютировал за клуб 13 января 2023 года в матче Лиги Кариока против клуба «Фламенго», выйдя на замену на 66 минуте. В клубе оставался игроком замены, результативными действиями не отличившись, в конце весны 2023 года покинув его. 
В июне 2023 года футболист перешёл в клуб «Примавера». Провёл за клуб 9 матчей, отличившись единственным забитым голом в местном чемпионате, в декабре 2023 года присоединившись к бразильскому клубу «Унион Сан-Жуан».